# Generatie Bèta
Generatie Bèta is de demografische generatie die volgt op Generatie Alfa. 
Personen van deze generatie zijn geboren tussen 2025 en 2039. Zij zijn kinderen van millennials en oudere Gen Z'ers. De generatie groeit op in een technologisch geavanceerde wereld waarin digitale interactie een grote rol speelt in het dagelijks leven.
Generatie Bèta zal opgevolgd worden door Generatie Gamma. De kinderen van deze generatie zullen ongeveer tussen 2040 en 2054 geboren worden. Overigens komt daarna Generatie Delta, met geboortejaartallen van ongeveer 2055 tot 2069.
Verloren Generatie · Groots(t)e Generatie · Stille Generatie · Babyboomgeneratie · Generatie X · Generatie Y· Generatie Z · Generatie Alfa · Generatie Bèta